# Марта Вальчикевич
Ма́рта А́нна Вальчике́вич (пол. Marta Anna Walczykiewicz, нар. 1 серпня 1987, Каліш) — польська спортсменка-веслувальниця. Неоднократна переможниця чемпіонатів світу й Європи, срібляна медалістка Олімпійських ігор 2016.

## Кар'єра
Займатися веслуванням почала в 1996 році — у спортивному школярському клубі «Jedynka» («Одиниця») у Каліші. У 1998—2006 рр. числилася у Каліському Веслярському Товаристві (Kaliskie Towarzystwo Wioślarskie), у 2006—2010 — тренувалася у СК «Posnania» («Познанія»), у 2010 році повернулася до Каліського Веслярського Товариства.
На Олімпійських іграх — 2016 в Ріо-де-Жанейро взяла участь одразу в двох змаганнях: перегонах байдарок-одиночок на дистанції 200 м і перегонах байдарок-четвірок на дистанції 500 м. У першому змаганні, що відбулося 15-16 серпня, Вальчикевич виграла срібляну медаль, поступившись новозеландці Лізі Керрінгтон. У змаганнях байдарок-четвірок, що пройшло 19-20 серпня, вона взяла участь у складі польської команди, куди окрім неї також входили Едита Дзенішевська, Кароліна Ная і Беата Міколайчик. Цього разу представниці Польщі змогли посісти лише дев'яте місце (перше у фіналі «Б»).